# Марварская лошадь
Марварская лошадь (марвари), или Малани — редкая порода лошадей из Марвара, региона в Индии. Известна благодаря своей экзотической форме ушей. Порода известна своей выносливостью. Марвари довольно похожи на катхиявари, индийскую породу из Катхиявар. Марвари произошли от скрещивания местных индийских пони с арабской лошадью, возможно, с каким-то влиянием монгольских лошадей.
Ратхоры, традиционные правители Марвара, были первыми, кто начал разводить марвари. Начиная с 12 века они строго отбирали лошадей для разведения, что способствовало чистоте крови и выносливости. Используемые на протяжении всей истории как кавалерийские лошади, они были отмечены как верные и храбрые в бою. Порода ухудшилась в 1930-х годах, когда плохие методы управления привели к сокращению поголовья, но сегодня их снова восстановили. Вывоз марвари был запрещён десятилетиями, но в период между 2000 и 2006 годами небольшое количество вывоза было разрешено. Исключение сделали для американки Франчески Келли, которая стала организатором общества по сохранению этой породы «Indigenous Horse Society of India». С 2008 года визы, позволяющие вывоз марвари за пределы Индии, были доступны в небольших количествах.

## История породы
Марвари происходят от местных индийских пони и арабских лошадей. Пони были маленькими и выносливыми, но с бедной конфигурацией. Влияние арабской крови улучшало внешний вид без ущерба для зимостойкости. Индийские легенды говорят, что арабский корабль с семью породистыми арабскими лошадями потерпел кораблекрушение у берегов округа Кач. Затем эти лошади были пойманы в районе Марвар и стали родоначальниками породы. Существует также возможность влияния монгольских лошадей с севера. Порода, вероятней всего, образовалась на северо-западе Индии на границе с Афганистаном, а также вдоль границ Афганистана с Узбекистаном и Туркменистаном. 
Правители Марвара и конница Раджпута были традиционными заводчиками Марвари. Ратхоры были изгнаны из своего королевства Канаудж в 1193 году и удалились в Тарскую пустыню. Марвари были жизненно важны для их выживания, и в течение 12-го века их размножение велось под строгим контролем. Заводчики сохраняли лучших жеребцов для осеменения. В течение этого времени лошадей считали божественными существами, и в течение этого времени верхом на них разрешалось ездить только членам семей раджпутов и касте воинов-кшатриев. Когда моголы захватили северную Индию в начале 16-го века, они привезли туркменских лошадей, которые, вероятно, использовались в качестве дополнения в разведении Марвари. Марвари были известны в этот период своей храбростью и мужеством в бою, а также верностью своим наездникам. В конце 16 века раджпуты Марвара под руководством могульского императора Акбара сформировали кавалерийские войска численностью более 50 000 человек. Ратхоры считали, что лошадь Марвари может покинуть поле битвы только при одном из трёх условий — победа, смерть или вынесение раненого всадника в безопасное место. В лошадях воспитывалась чрезвычайная отзывчивость в условиях поля боя, и они практиковались в сложных маневрах верховой езды.        

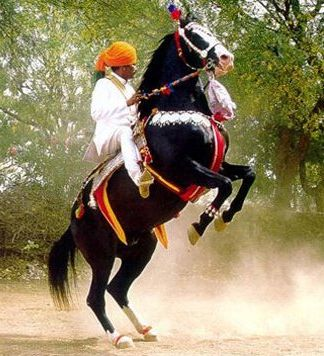
Марварская лошадь в свече

Период британского владычества привёл к падению Марвари как породы и культа. Британские колонизаторы предпочитали другие породы и игнорировали местных Марвари вместе с Катхиявари. Вместо этого британцы предпочли чистокровных и поло-пони и понизили репутацию Марвари до такой степени, что даже обращенные внутрь уши породы были осмеяны как «знак местной лошади». В 1930-х годах Марвари ухудшились, поголовье скота уменьшилось и стало худшего качества из-за плохой селекционной практики. Независимость Индии, наряду с устареванием военной конницы, привели к снижению потребности в Марвари, и многие животные были впоследствии убиты. В 1950-х годах многие индийские дворяне потеряли свою землю и, следовательно, большую часть своей способности заботиться о животных, в результате чего многие лошади Марвари были проданы в качестве вьючных, были кастрированы или убиты. Порода находилась на грани исчезновения до тех пор, пока вмешательство Махараджи Умаида Сингхджи в первой половине XX века не спасло Марвари. Его работe продолжил внук, Махараджа Гадж Сингх II.           
Британская всадница по имени Франческа Келли основала группу под названием Marwari Bloodlines в 1995 году с целью популяризации и сохранения лошади Марвари по всему миру. В 1999 году Келли и Рагхувендра Сингх Дундлод, потомок индийского дворянства, возглавили Общество коренных лошадей Индии (в состав которого входит Общество лошадей Марвари), группу, которая работает с правительством, заводчиками и общественностью, продвигает и сохраняет породу. Келли и Данлод также приняли участие и выиграли гонки на выносливость на индийских национальных конных играх, убеждая Федерацию конного спорта Индии санкционировать национальное шоу для местных лошадей — первое в стране. Пара работала с другими экспертами из Общества лошадей коренных народов, чтобы разработать первые стандарты породы. Правительство Индии первоначально запретило вывоз местных пород лошадей, но не поло-пони или чистокровных, в 1952 году. Этот запрет был частично снят в 1999 году, когда небольшое количество местных лошадей могло быть вывезено после получения специальной лицензии. Келли импортировала первую лошадь Марвари в Соединенные Штаты в 2000 году. В течение следующих семи лет 21 лошадь была экспортирована, пока в 2006 году лицензии не прекратились из-за опасений, что местные племенные популяции находятся под угрозой. Один из последних экспортируемых Марвари был первым, который был импортирован в Европу в 2006 году и был передан Французскому живому музею лошади. В 2008 году правительство Индии начало предоставлять лицензии на «временный экспорт» на срок до одного года, чтобы разрешить выставление лошадей в других странах. Это было ответом на претензии заводчиков и общество породы, которые считали, что им не дали справедливый шанс выставить своих животных.      

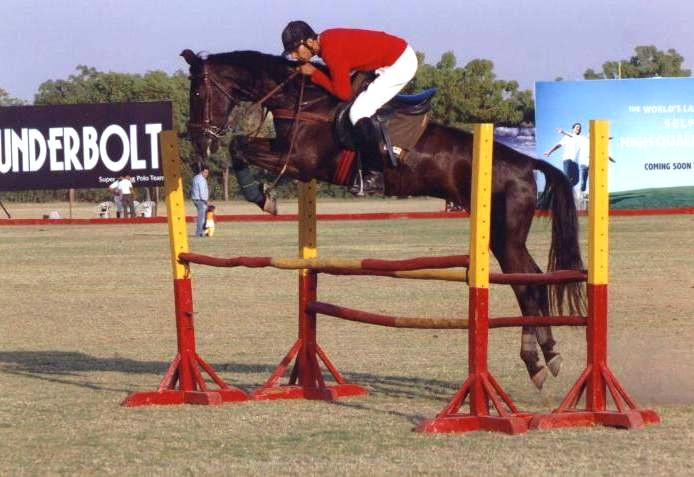
Конная выставка Марвари, прыжки поло

В конце 2007 года было объявлено о планах создать племенную книгу для породы. Это было совместный проект Индийского общества лошадей Марвари и правительства Индии. Процесс регистрации был начат в 2009 году. Тогда было объявлено, что общество лошадей марвари стало государственным органом – единственным уполномоченным правительством обществом регистрации лошадей марвари. Процесс регистрации включает оценку лошади на соответствие стандартам породы, во время которой регистрируются уникальные идентификационные знаки и физические размеры. После оценки лошадь подвергается холодной маркировке её регистрационным номером и фотографируется. В конце 2009 года правительство Индии объявило, что лошадь Марвари, наряду с другими индийскими породами лошадей, будет изображена на нескольких индийских почтовых марках.
Очень сложно найти письменные свидетельства, подтверждающие существование марвари как отдельной породы в далеком прошлом. Изначально эти лошади упоминались просто как “деси”, что буквально означает “местно выведенные”. Но несмотря на то, что упоминания о марвари как об отдельной породе появляются только несколько столетий назад, генетические исследования показали, что эти животные долго разводились в чистоте и имеют существенные отличия от прочих местных пород. Порода марвари выведена влиятельной кастой воинов-раджпутов. В мирное время лошадей богато украшали, их сбруи могли стоить целое состояние. Окончательно порода сформировалась на территории современного штата Раджастан, в регионе Марвар, где господствовали раджпуты. В XI веке в Марвар переместился править один из самых влиятельных кланов раджпутов – ратхоры, они и стали основными заводчиками марвари. Индийцы по сей день считают происхождение своих лошадей божественным и называют их «сурья-путра», что означает «сыны бога Солнца». Согласно одной из легенд, Санджна, жена Сурьи, скрывалась на Земле от нестерпимого жара своего мужа, приняв обличье лошади. Желая быть с любимой рядом, Сурья тоже воплотился в лошадь, а их дети стали прародителями всех современных марвари. 
Каждый год в ноябре заводчики из разных уголков страны встречаются в священном городе Пушкар, оценивают лошадей конкурентов и выставляют своих марвари. 
Много лет назад, в периоды между военными походами, марвари постоянно участвовали в различных церемониях, являющихся неотъемлемой частью жизни знатных раджпутов. Лошади играли важную роль в свадебных ритуалах, гордо несли хозяев во время религиозных шествий или развлекали знать, элегантно гарцуя под музыку. И по сей день традиция обучения танцующих лошадей процветает: они выступают на свадьбах, удивляют туристов и даже летали в Англию – продемонстрировать свое искусство королеве. 

## Описание породы

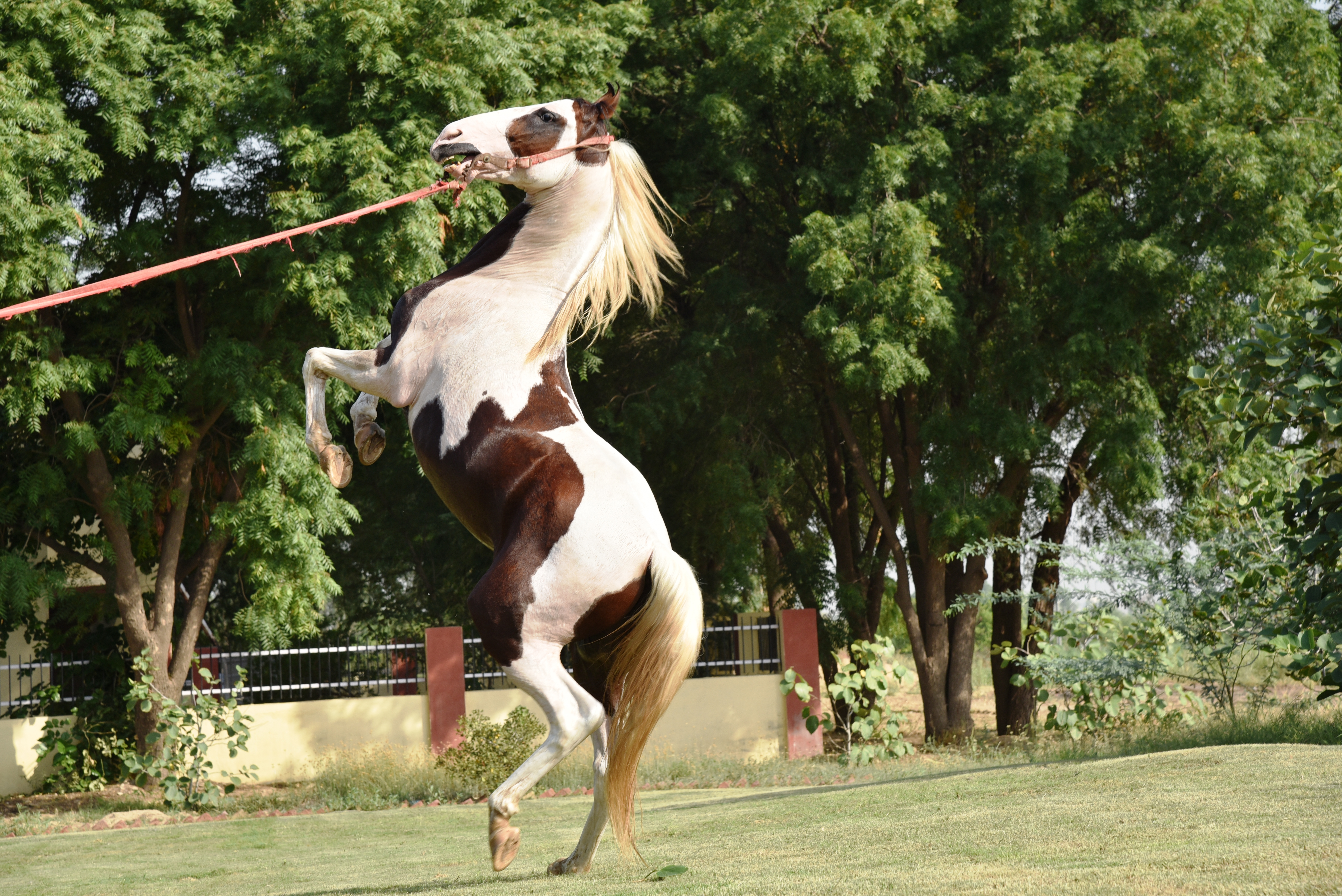
Прыгающий Марвари

Средний рост марвари — 152-163 см. Лошади, происходящие из разных частей Индии, как правило, имеют рост в пределах 142-173 см. Они могут быть гнедой, серой, рыжей, соловой и пегой масти. Несмотря на то, что белых доминантных лошадей разводят в Индии для религиозных целей, они, как правило, не заносятся в племенную книгу. Серые и пегие лошади считаются самыми ценными. Вороные считаются несчастливыми, а их цвет — символом смерти и тьмы. Лошади, которые имеют белые отметину на морде и четыре носка, считаются счастливыми. 

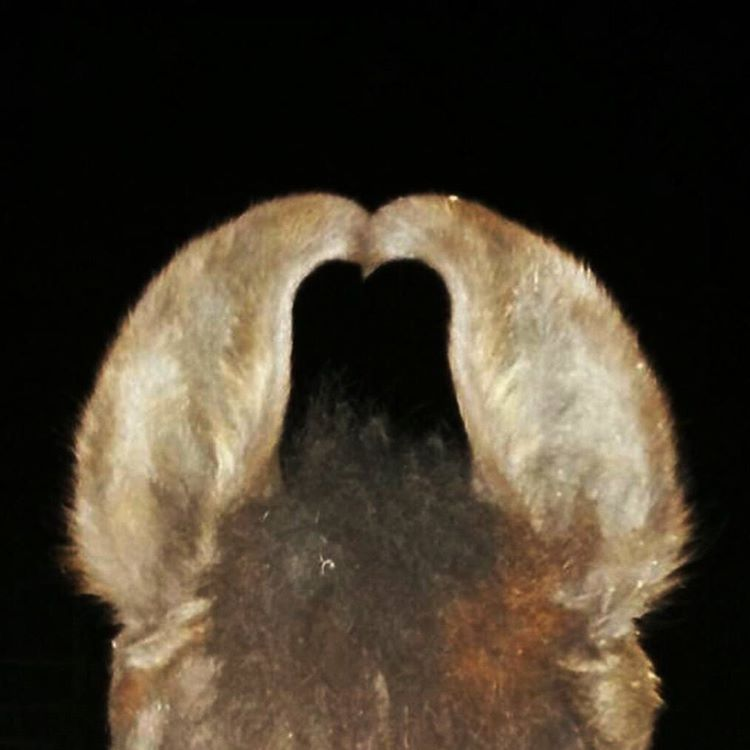
Уши Марвари

Голова крупная, профиль прямой, уши изогнуты внутрь, в длине могут быть от 9 до 15 см и вращаться на 180 градусов. Если лошадь смотрит прямо перед собой, кончики ушей должны полностью соприкасаться друг с другом. В мире только индийские лошади (помимо марвари это ещё и катхиявари) наделены этой отличительной особенностью. Шея тонкая, с выраженной холкой, грудь глубокая. Плечи довольно прямые, что позволяет ей быстро и непринуждённо двигаться по песку. При таком строении плеча гораздо проще вытаскивать ноги из глубокого песка. Скоростные качества при этом уменьшаются, но ход лошади становится очень мягким и удобным для всадника. Марвари обычно имеют длинный и покатый круп. Ноги тонкие и длинные, копыта небольшие, но хорошо сформированные.
Лошадь марвари часто демонстрирует естественную походную походку, близкую к темпу, называемому реваал, афкал, или ривал. Вьющиеся волосы и их расположение важны для заводчиков Марвари. Лошади с длинными завитками на шее называются девманами и считаются удачливыми, а лошади с завитками под глазами называются анусудальными и не популярны среди покупателей. Считается, что завитки на щётках приносят победу. Предполагается, что лошади должны иметь правильные пропорции, основанные на ширине пальца, равной пяти зёрнам ячменя. Например, длина морды должна составлять от 28 до 40 пальцев, а длина от затылка до хвоста должна быть в четыре раза больше длины лица. 
Благодаря своему военному прошлому, эти лошади способны обходиться по несколько дней без воды и пищи, они сильные и маневренные. Изогнутые уши марвари чутко улавливают любые звуки, а шелковистая шкура отлично противостоит суровому климату пустыни, где днём жарко, а ночью холодно. Марвари совершенно не пугливы и феноменально умны, так что, несмотря на горячий темперамент, на них можно положиться в любой ситуации. Конь марвари терпелив и доверчив с человеком, бесстрастно реагирует на любые раздражители. Марвари выводились в условиях пустыни, и это отразилось на телосложении представителей породы: их ноги крепки, а мышцы спины и крупа достаточно развиты, чтобы быстро передвигаться по зыбким пескам. 

## Генетические исследования
Как прямой результат неразборчивой селекционной практики, по состоянию на 2001 год существовало всего несколько тысяч чистокровных лошадей марвари. Исследования были проведены, чтобы изучить генетику лошади марвари и её отношения с другими индийскими и неиндийскими породами лошадей. В Индии было выявлено шесть различных пород: марвари, катхиавари, пони спити, пони бхутия, пони Манипури и Занскари. Эти шесть пород отличаются друг от друга по характеристикам, сформировавшимся в различных агроклиматических условиях в различных районах Индии, где они возникли. В 2005 году было проведено исследование для выявления прошлых генетических «узких мест» у лошади марвари. Исследование показало, что в ДНК протестированных лошадей не было никаких признаков генетического «узкого места» в истории породы. Однако, поскольку население в последние десятилетия быстро уменьшалось, возможно, возникли «узкие места», которые не были выявлены в исследовании. В 2007 году было проведено исследование для оценки генетической изменчивости среди всех индийских пород лошадей, кроме катьявари. На основании анализа микросателлитной ДНК, марвари были признаны наиболее генетически отличной породой из пяти изученных, и они наиболее отдалены от Манипури. Ни одна из пород не имела тесных генетических связей с чистокровными. Марвари отличались от других пород как по физическим характеристикам (в основном по высоте), так и по приспособляемости к окружающей среде. Физические различия были приписаны различным предкам: лошади марвари тесно связаны с арабской лошадью, в то время как другие породы предположительно произошли от тибетского пони.

## Использование породы
Марвари используются для верховой езды, гужевого и вьючного транспорта и в сельскохозяйственных работах. Марвари часто скрещивают с чистокровными верховыми, чтобы произвести более универсальную лошадь. Они особо подходят для выездки, в частности из-за естественных движений. Марвари также используются для конного поло, иногда играя против чистокровных верховых.
Лошади идеальны для многодневных конных походов, когда всадники преодолевают по несколько десятков километров в день, пробираясь через горы или песчаные дюны. 